# Defektologie
Defektologie byl interdisciplinární vědní obor s původem v Sovětském svazu, která se zabýval poruchou celistvosti člověka; ve zúženém pojetí i narušením postojů člověka k výchově, vzdělávání a k práci. K defektivitě vede jen takový defekt, který nabyl sociální dimenze. Zaměřoval se především člověkem postiženým nějakou tělesnou, smyslovou nebo duševní vadou. Předmětem defektologie byla defektivita. Hlavním proponentem oboru byl Vygotskij, který ve 20. letech 20. století zdůrazňoval sociální aspekty tělesných a psychických postižení. Koncept defektologie byl zakotven v sovětském školství, Vygotskij řídil mj. i Defektologický ústav v Moskvě založený v roce 1929. 
Termín defektologie se v moderní vědě běžně nepoužívá, obecná teorie různých postižení nebyla nikdy etablovaná. Samotný termín defekt má v souvislosti s lidskými jedinci značně negativní konotace. Původní sovětský ústav se rovněž od roku 1992 jmenuje Ústav pro nápravnou pedagogiku. 
Obor měl následující specializace: etopedie (zkoumá příčiny, projevy a společenské důsledky poruch chování a teorií výchovy (převýchovy) a vzdělávání osob obtížně vychovatelných), psychopedie (zkoumá totéž u osob mentálně retardovaných), logopedie (zkoumá příčiny, projevy a společenské důsledky vad řeči a teorii výchovy a vzdělávání osob takto postižených), tyflopedie, někdy též optopedie (zkoumá totéž u osob postižených vadou zraku), surdopedie (zkoumá totéž u osob s vadou sluchu) a somatopedie (zkoumá totéž u osob postižených tělesně a zdravotně).